# 大入車站
大入車站（日语：／ Dainyū eki */?）是日本福岡縣糸島市的鐵路車站，屬於九州旅客鐵道（JR九州）的筑肥線。

## 车站布局
本站沒有站房，有兩個側式月台，皆有候车亭，並有兩條股道。兩月台以有蓋天桥連接，但各月台也各有入站口，各以坡道通往該側的站外道路。 
| 月台 | 路線    | 方向 | 目的地                             |
| 1    |         |      |                                    |
| ---- | ------- | ---- | ---------------------------------- |
| 1    | ■筑肥線 | 下行 | 唐津、西唐津方面                   |
| 2    | ■筑肥線 | 上行 | 筑前前原、天神、博多、福岡空港方面 |

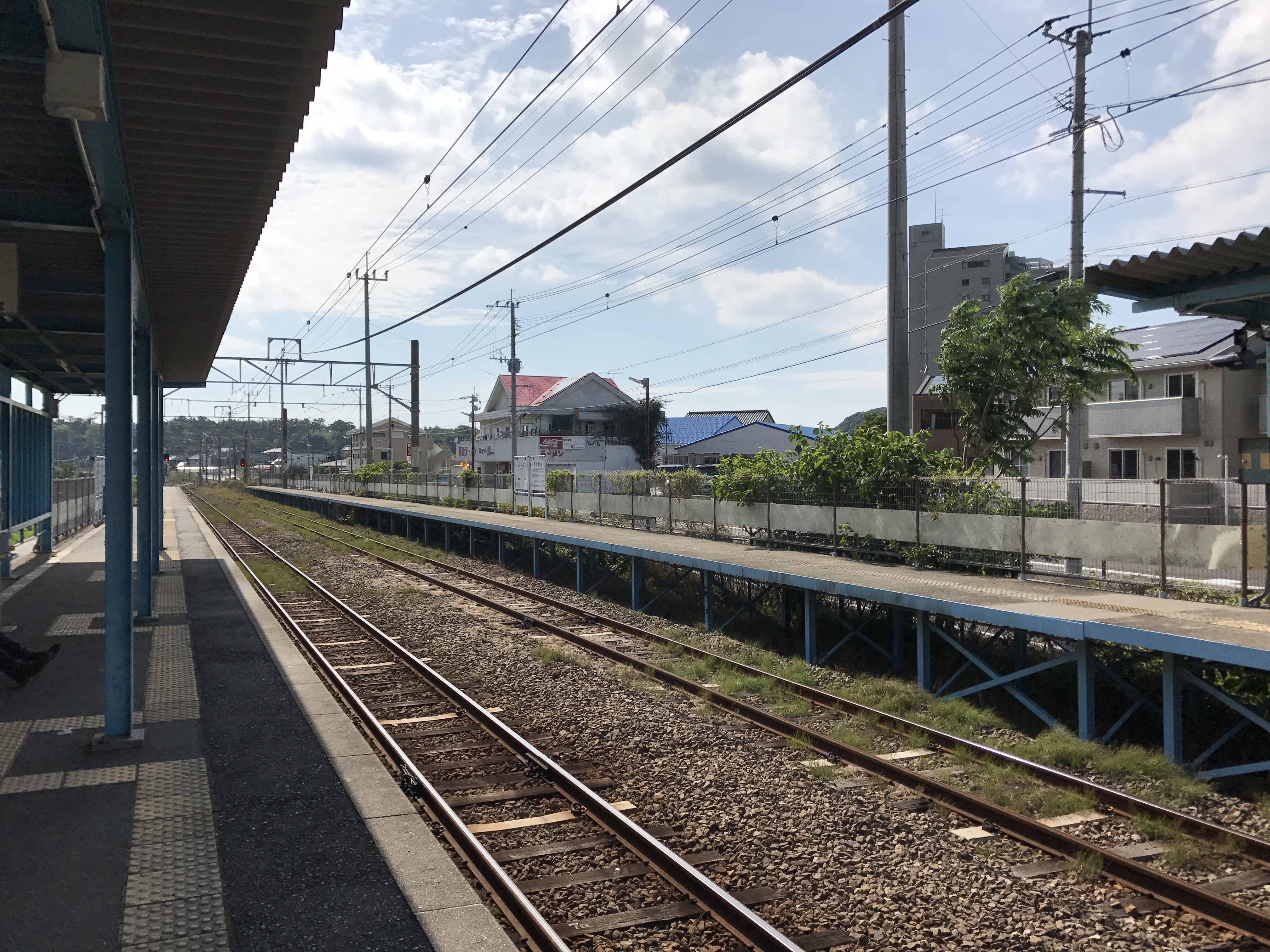
月台(2017年7月)
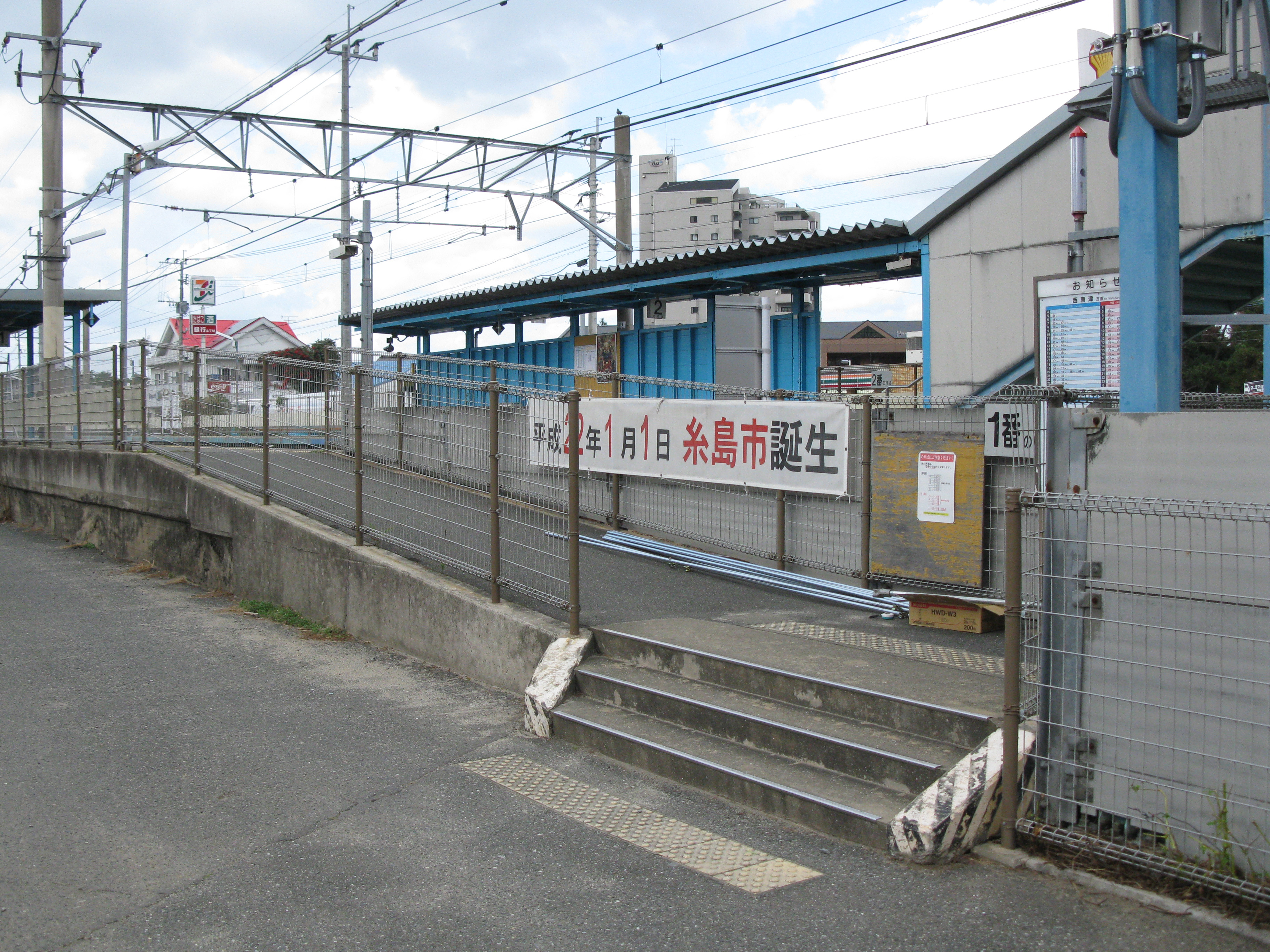
南口(2009年11月)

## 历史
私鐵北九州鐵道于1923年12月5日开通福吉與濱崎之間的路線，並於1924年4月1日向东延伸至前原（今天的筑前前原站）。後增設大入站，于1925年4月15日開業。1937年10月1日，北九州鐵道被国有化，本站轉交日本國有鐵路，路線改為筑肥线 。1987年4月1日，國鐵私有化後，本站移交JR九州。

## 旅客统计
在2012年度，每天平均有140名乘客（僅計登車）。 

## 相鄰車站
九州旅客鐵道（JR九州）
 筑肥線
■快速
通過
■普通
筑前深江（JK12）－大入（JK13）－福吉（JK14）